# 1999 год в телевидении
Список 1999 год в телевидении описывает события в мире телевидения, произошедшие в 1999 году.

## События

### Январь
- 1 января
  - Начало вещания украинского общенационального телеканала «ТРК Эра».
  - Закрытие телеканала «НТВ-Плюс Музыка». Основая причина закрытия телеканала — потеря интереса к телеканалу из-за усиления позиций телеканалов «Муз-ТВ» и «MTV Россия».
  - Смена логотипа нижегородского телеканала «НТР».
- 31 января — В эфир на «Fox» вышел пилотный выпуск «Гриффинов».

### Февраль
- 10 февраля — Начало вещания «Елецкого телевидения».
- 11 февраля — Смена логотипа и графического оформления украинского телеканала «СТБ»: логотип стал в бордово-фиолетовом прямоугольнике.
- 15 февраля — Начало вещания спутникового спортивного телеканала «НТВ-Плюс Футбол»[1].

### Март
- 1 марта
  - Начало вещания международного спортивного телеканала «Viasat Sport».
  - Смена графического оформления на «РТР».
- 28 марта — В эфир вышел самый первый эпизод сериала «Футурама».

### Апрель
- 1 апреля — Начало вещания телеканала «Fox Kids» в СНГ и Балтии.
- 5 апреля — Смена графического оформления на «ОРТ».
- 7 апреля — Закрытие красноярского телеканала «Телесфера» и начало вещания на его месте «Седьмого канала».

### Май
- 1 мая
  - Начало вещания коммерческого регионального белорусского телеканала «Квант-6 (К6)».
  - Начало вещания из Амстердама международного спортивного телеканала «Extreme Sports».
  - Телепремьера первой серии «Губки Боба Квадратные Штаны».
- 4 мая — Начало вещания новоуренгойского телеканала «Сигма».

### Июнь
- 7 июня — Начало вещания телеканала «Дарьял-ТВ».
- 26 июня — Начало вещания новосибирского телеканала «МКС+».

### Июль
- 1 июля
  - Последний выпуск «Угадай мелодию». После чего программа вернётся в эфир 27 октября 2003 года.
  - Начало вещания итальянского фильмового телеканала «RaiSat Cinema».
  - Начало вещания русскоязычной версии телеканала «VH1 Classic Europe».
- 5 июля — Смена логотипа и названия телеканала «ТВ Центр-Столица» на «Столицу».
- 21 июля — На канале «РТР» состоялась премьера аргентинского телесериала «Дикий ангел».

### Сентябрь
- 6 сентября
  - Смена логотипа и графического оформления на «ТВ-3».
  - Смена логотипа и названия телеканала «ТВ Центр» на «ТВЦ».
  - Смена логотипа екатеринбургского телеканала «АТН».
  - Смена графического оформления на «СТС».
  - Смена графического оформления на «РТР».
  - Смена логотипа на «REN-TV», он уменьшился в 1,5 раза и стал располагаться выше.
- 12 сентября — На канале НТВ вышла познавательная передача «Путешествие натуралиста».
- 13 сентября — Смена логотипа и графического оформления «10 канала».
- 27 сентября
  - Смена графического оформления на «ОРТ».
  - Начало вещания телеканала «ОРТ — Международное» ― международной версии телеканала «ОРТ»[2].

### Октябрь
- 1 октября — На «НТВ» состоялась премьера телеигры «О, счастливчик!».
- 3 октября — На «ОРТ» вышла юмористическая программа Михаила Евдокимова «С лёгким паром!».
- 4 октября
  - Смена графического оформления на «ТВ-6».
  - Смена логотипа и графического оформления ТРК «Петербург».
- 9 октября — Прекращение вещание частного азербайджанского телеканала «Sara TV» по решению Министерства юстиции Азербайджанской Республики из-за наличия у его руководителя Расула Рауфа гражданства Турции и проведению обыска полиции после трансляции программ с участием азербайджанской оппозиции.
- 12 октября — На НТВ вышел первый выпуск ток-шоу «Глас народа».
- 25 октября
  - Смена графического и музыкального оформления британского телеканала «BBC News 24»[3].
  - Снятие с эфира «ТВ-6» информационной программы «ТСН-6» и выход первого выпуска новых собственных новостей производства Службы информации МНВК.

### Ноябрь
- 1 ноября
  - Начало вещания телеканала «Cartoon Network» в СНГ и Балтии.
  - Начало вещания благовещенского «25 канала».
  - Начало вещание телеканала «Fox Kids Russia»
- 2 ноября — Повторная смена графического оформления на «ОРТ».
- 15 ноября — Смена логотипа и графического оформления телеканала «Столица».
- 29 ноября — Смена графического оформления на «REN-TV» (новые слоганы «Телевидение сегодняшнего дня» и «ИскRENнее телевидение»).

### Декабрь
- 1 декабря
  - Начало вещания телеканала «Кубань-РТВ».
  - Временное прекращение вещания на территории Киева и Киевской области украинского «Нового канала».
- 11 декабря — Смена логотипа и названия московского «31 канала» на «М1».
- 29 декабря — Закрытие магаданского телеканала «ТВ-Компаньон» и начало вещания на его месте «ТВ-Колымы».
- 30 декабря — Начало вещания приднестровского телеканала «ТСВ».

### Без даты
- Начало вещания международного телеканала «Discovery Science».
- Ноябрь — Начало вещания регионального азербайджанского телеканала «Dünya TV».

## Скончались
- 1 декабря — Евгений Дворжецкий, российский телеведущий («Семь бед — один ответ», «Пойми меня»); ДТП[4].